# David Koma
Pour les articles homonymes, voir Koma.
David Koma est un styliste géorgien installé à Londres. Né dans les années 1980, il devient directeur artistique du prêt-à-porter pour la marque Thierry Mugler début 2014. 

## Biographie
David Komakhidze est né à Tbilissi en Géorgie.
À l'adolescence, il est marqué par une rétrospective télévisée des défilés de Thierry Mugler, dont celui de 1995 au Cirque d'Hiver. Il suit des études à Saint-Pétersbourg puis à Londres au collège Central Saint Martins d'où il sort diplômé. C'est au Royaume-Uni qu'il fonde sa propre marque à la fin des années 2000, stylisée DΛVID KOMΛ. Il présente ses premières créations lors de la Fashion week et devient rapidement rattaché au mouvement body-conscious,. Par la suite, ses robes sculpturales sont portées par Beyoncé au « MTV Europe Music Awards », Cheryl Cole qui apparait ainsi vêtue à l'émission The X Factor, Natalia Vodianova, Amy Adams ou encore Miranda Kerr. Il collabore également avec le distributeur anglais Topshop pour une petite collection.
Prenant la suite de Nicola Formichetti, il intègre l'entreprise Thierry Mugler en 2013. Sans renier les bases du créateur phare des années 1980 comme le tailleur, il y dessine un vestiaire plus « minimaliste et athlétique », s'éloignant des créations de son prédécesseur Formichetti : inspiré par Mugler et conservant ses propres influences, « les deux styles fusionnent » écrit le magazine Elle. Son premier défilé public pour la marque a lieu l'année suivante, durant la Semaine de la mode du prêt-à-porter à Paris. En parallèle, David Koma perpétue ses activités pour sa propre marque portée par Megan Fox, Emily Ratajkowski, Cameron Diaz, Jennifer Lawrence, Selena Gomez, Gwyneth Paltrow, Kendall Jenner, Taylor Swift, Gigi Hadid et Scarlett Johansson.

## Distinctions
En 2020, David Koma remporte le British Fashion Council / Vogue Fashion Fund, après avoir été présélectionné en 2018 et 2019,.